# 弗洛里安·兹纳涅茨基
弗洛里安·维托尔德·兹纳涅茨基（1882年1月15日- 1958年3月23日）是波兰裔美国哲学家和社会学家，曾在波兰和美国任教和写作。在他的职业生涯中，他把研究重点从哲学转向社会学。他也是波兰和美国社会学史上的重要人物；波兰学术社会学的创始人，也是整个社会学学派的创始人。
他与威廉·托马斯（William I. Thomas）合著了被认为是现代实证社会学基础的《欧洲和美国的波兰农民（1918-1920）》一书，因此赢得了国际声誉。他还对社会学理论做出了重大贡献，引入了“人文系数”和“文化主义”等术语。
在波兰，他在波兹南亚当·密茨凯维奇大学建立了波兰第一个社会学系，并于 1920 年至 1939 年在那里工作。
他在美国的职业生涯始于芝加哥大学（1917年至1919年），接着在哥伦比亚大学（1932年至1934年和1939年至1940年）和伊利诺伊大学厄巴纳-香槟分校（1942年至1950年）继续深造。
他于1954年任职美国社会学协会的第44任主席。

## 人生轨迹

### 童年和教育经历
兹纳涅茨基于 1882 年 1 月 15 日出生于俄罗斯帝国控制下的波兰会议王国。父亲是莱昂·兹纳涅茨基，母亲是阿米莉亚·霍尔茨。他早期接受家庭教育，然后在华沙和琴斯托霍瓦（Częstochowa）就读中学。中学期间，他加入了地下学习小组，专攻历史、文学和哲学。他的中学成绩只能算是中等水平，还曾经留级过一年；这主要是因为他对波兰语学习有兴趣，但在俄罗斯化的学校计划下，波兰语学习是被禁止的。年轻时，他写了一些诗，包括一部戏剧《胡夫》（Cheops，1903 年）。他的一首诗《致普罗米修斯》（Do Prometeusza）被收录在 1900 年的一本诗集中；然而，无论是晚年的他还是文学评论家都没有认为他的诗很出众。
1902年，他进入华沙大学，但由于参加了反对俄罗斯政府限制学生权利的抗议活动，很快就被开除了。由于受到被俄罗斯帝国军队征兵的威胁，他选择了移民。1904年初，他离开华沙前往瑞士。
在此期间，他曾短暂担任法语文学杂志《Nice Illustrée》的编辑（1904年末至1905年初）；伪造自己已经死亡；在驻阿尔及利亚的法国外籍军团服役；在跳蚤市场、农场、巡回马戏团工作，还在瑞士拉珀斯维尔的波兰博物馆担任过图书管理员。
在瑞士，他很快恢复了大学学业，先在日内瓦大学（1905-1907 年），然后在苏黎世大学（1907-1908 年），最终转学到法国的巴黎大学（1908-1909 年），在那里他参加了社会学家埃米尔·涂尔干的讲座。1909 年，在他的导师弗雷德里克·拉乌 (Frédéric Rauh) 去世后，他回到了波兰，在导师莫里西·斯特拉谢夫斯基 (Maurycy Straszewski) 的指导下于1910年获得雅盖隆大学的博士学位。

### 早期的波兰生涯
同年，他加入了波兰心理学会，在接下来的几年里非常活跃，并于 1913-1914 年担任副主席。他早期的大部分学术工作都可以归类为哲学。1909 年，27 岁的他发表了第一篇学术论文《哲学伦理学和道德价值科学》；一年后，他根据自己的博士论文和论文《思想与现实》发表了《哲学中的价值观问题》。1912 年，他出版了一本新书《人文主义与知识》（Humanizm i Poznanie）和一篇论文《实用现实的要素》（Elementy rzeczywistości praktycznej）。一年后，他出版了亨利·柏格森的《创化论》的带注释翻译本和一篇论文，《世界与人类发展的意义》（Znaczenie rozwoju świata i człowieka）。1914 年，他发表了论文《道德创造的形式和原则》 （Formy i zasady twórczościmoralnej）和 《相对性原理作为哲学的基础》（Zasada względności jako podstawa filozofii）。他的作品以波兰语出版，受到波兰学术界和知识阶层的一致好评。
由于他过去的政治活动，他无法在主要大学就职。从 1912 年到 1914 年，他在一所新型女子高等教育机构“女子高级教育学课程”（Advanced Pedagogical Courses for women）授课。在这期间，他曾在几家处理波兰移民相关事宜的欧洲机构工作过；他利用自己的经验，于1910年至1914年加入了华沙的流浪者福利协会 (Towarzystwo Opieki nad Wychodźcami)。1911 年，他成为该协会的理事，并于 1911年至1912年担任其期刊 Wychodźca Polski （波兰流亡者）的编辑。兹纳涅茨基成为了波兰移民问题专家，1914 年还为政府撰写了一份长达 500 页的《季节性移民》报告。

### 与托马斯的合作

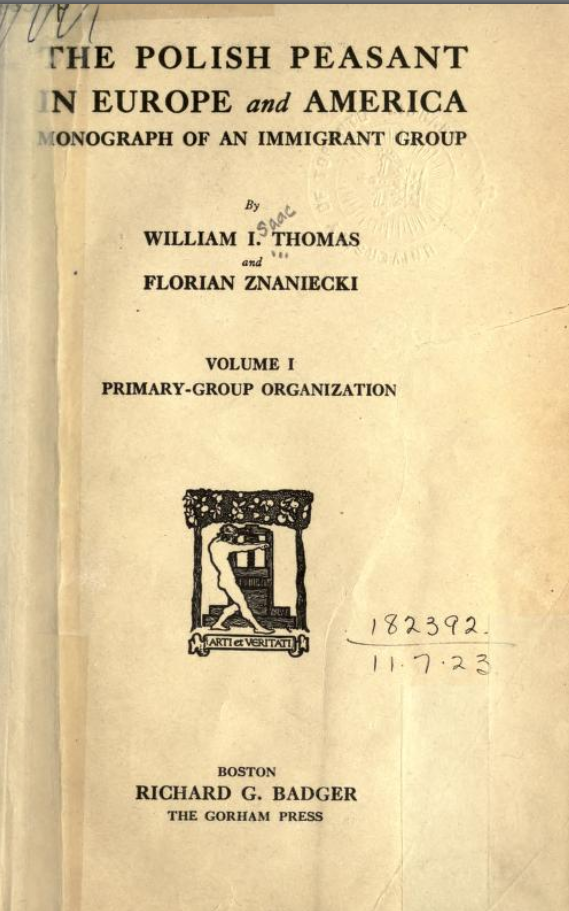
《欧洲和美国的波兰农民》第一卷（1918年）是兹纳涅茨基第一次在美国逗留期间写的最著名的作品

1913 年，兹纳涅茨基结识了美国社会学家威廉·I·托马斯 (William I. Thomas)，托马斯因研究美国的波兰移民而来到波兰。托马斯和兹纳涅茨基开始合作，不久，托马斯就邀请兹纳涅茨基来芝加哥继续与他一起工作。1914 年7月，在第一次世界大战前夕，兹纳涅茨基离开波兰，作为研究助理与托马斯一起工作。1917年至1919年，兹纳涅茨基还在芝加哥大学讲授社会学。
他们合著了《欧洲和美国的波兰农民（1918-1920 年）》，该书被认为是社会学经典著作。正是他与托马斯的合作标志着兹纳涅茨基的职业生涯从哲学家转变为社会学家。兹纳涅茨基在芝加哥和托马斯一起待到1919 年年中，之后他跟随托马斯搬到了纽约，但托马斯因一桩虚假丑闻失去了在芝加哥的工作。
同年，兹纳涅茨基出版了新书《文化现实》，这本书主要还是哲学，而非社会学。这本书以英文出版，是兹纳涅茨基哲学思想的综合。在纽约，托马斯和兹纳涅茨基为卡内基公司研究移民美国化的过程。兹纳涅茨基为托马斯的《旧世界特征移植》一书做出了贡献，并在 1920 年2月的《大西洋月刊》上发表了一篇关于该主题的匿名文章。

### 创立波兰社会学

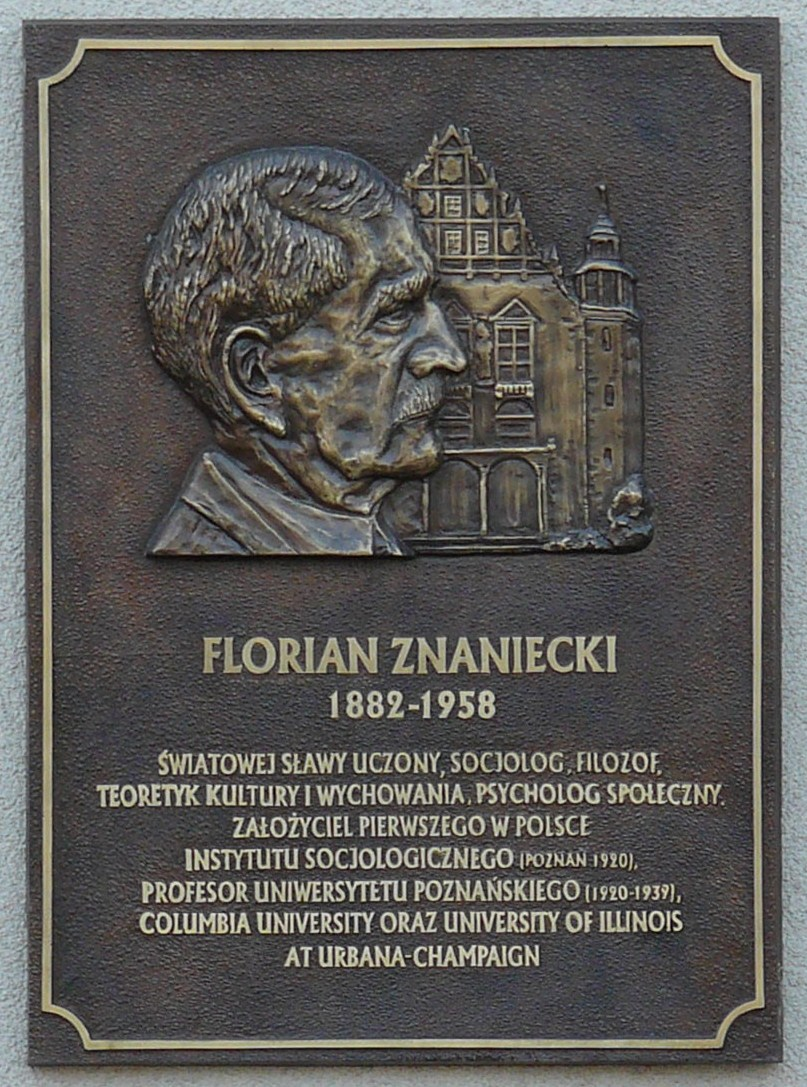
弗洛里安·兹纳涅茨基牌匾，波兹南亚当·密茨凯维奇大学

第一次世界大战后，波兰于1918年重新获得独立。1919年，兹纳涅茨基联系了新成立的宗教事务和公共教育部，表示如果能帮助他在波兰一所大学获得一个职位，他愿意回到波兰。他提议建立一个新的社会学研究所，但由于官僚主义和沟通的延迟导致这个想法被搁置，新成立的波兹南亚当·密茨凯维奇大学向他提供了哲学教授职位。
1920年，兹纳涅茨基回到新成立的波兰第二共和国，在波兹纳斯大学，他很快成为波兰第一位社会学教授。他通过将原本的“第三哲学系”更名为“社会与文化哲学系”，并建立了一个社会学神学院。同年，他还创立了波兰社会学研究所（Polski institut Socjologiczny），这是欧洲第五古老的社会学研究所。
1927年，该系正式更名为“社会学系”，1930年，该系获得社会学学位的授予权。同样在1930年，波兰社会学研究所开始出版第一本波兰社会学期刊《社会学评论》（Przegląd Socjologiczny），兹纳涅茨基从1930年到1939年担任主编。那一年，该研究所组织了波兰第一次学术社会学家会议。由于兹纳涅茨基是许多社会学基石的创始人，他被认为是波兰社会学之父之一。

### 美国学术生涯
兹纳涅茨基始终与美国社会学界保持联系，1932至1934年间及1939年夏季，他作为访问教授在纽约哥伦比亚大学讲学。1939年夏标志着其波兰学术生涯的终结——随着波兰遭入侵与二战爆发，他未能如期返回波兰。当时他已登上前住波兰的轮船，却在英国被迫中止行程。虽短暂考虑过回国与留守华沙的妻女团聚，但面对国土沦陷的局势，他最终于1940年返美。其妻女在短暂关押于纳粹集中营后，终得与他重聚。
在美国同仁协助下，兹纳涅茨基获哥伦比亚大学聘期延至1940年中。此后他转赴伊利诺伊大学厄巴纳-香槟分校任教，1942年取得美国国籍，得以由客座教授转为正式教授。尽管战后波兰人民共和国政府为其提供波兹南大学教席，他仍选择留在美国执教直至退休。1950年退休后，他获授荣休教授称号。  
1954年，兹纳涅茨基当选美国社会学会第44任会长。同年9月8日，他在学会年会上发表题为《当代社会学基本问题》的会长致辞，该文后刊于《美国社会学评论》。  
1958年3月23日，兹纳涅茨基因动脉硬化症病逝于伊利诺伊州香槟市。3月26日举行的葬礼后，安葬于玫瑰园公墓。  

### 作品条目
兹纳涅茨基出版的作品中大约有一半是英文的；其余的都是波兰语。

## 家庭生活
1906年，兹纳涅茨基与日内瓦大学波兰同窗埃米莉亚·什维科斯卡结婚，1908年诞下诗人兼作家尤利乌什·兹纳涅茨基。1915年埃米莉亚不幸离世。  
次年，兹纳涅茨基与美国女子艾琳·马克利（1886-1976）再婚，1925年育有社会学学者海伦娜·兹纳涅茨基·洛帕塔。  

## 学术地位
波兰思想史家耶日·沙茨基指出，兹纳涅茨基的三大贡献在于：奠定波兰社会学根基、推动实证社会学研究、构建社会学理论体系。沙茨基特别强调，兹纳涅茨基始终致力于弥合多重分野——实证研究与理论建构的鸿沟、客观分析与主观体验的辩证、人文主义与自然主义的方法论之争，以及欧美思想传统的差异。  
沙茨基认为，尽管塔尔科特·帕森斯的"功能主义"理论后来遮蔽了兹纳涅茨基的理论光芒，但在帕森斯之前，兹纳涅茨基构建了美国学界所见最具雄心的社会学理论体系。  
兹纳涅茨基最负盛名的著作当属与威廉·托马斯合著的《欧洲与美国的波兰农民》（1918-1920）。其他重要著述包括：《社会学导论》（1922年波兰文版）、《社会学方法论》（1934）、《社会行动》（1936）、《知识人的社会角色》（1940）及《文化科学》（1952）。  

## 学术主题

### 实证社会学
兹纳涅茨基对实证社会学的贡献始于与威廉·托马斯合作期间并深受其影响。他与托马斯合著的五卷本《欧洲与美国的波兰农民》（1918-1920）被公认为实证社会学经典之作。该研究基于个人档案材料，系统考察了波兰移民在美国的社会适应过程，成为研究移民"美国化"进程的里程碑式著作——即揭示新移民如何逐步蜕变为"美国人"的机制。
这部著作代表了兹纳涅茨基对实证社会学最具价值的贡献。其后续研究多聚焦理论建构，唯一例外是1931年以波兰语出版的《市民意识中的城市》。  

### 社会学理论与定义
兹纳涅茨基理论体系的核心在于：他将社会学（乃至整个社会科学）视为与自然科学存在本质差异的科学领域。他将社会学定义为"社会行动的研究"，倡导采用"分析归纳法"——即通过典型个案研究进行理论概括。  
其理论构成社会学"行动理论"的重要支点，同时为人文主义社会学奠定基础。他提出的"系统社会学"概念，旨在构建能弥合实证研究与理论建构鸿沟的宏大理论体系。兹纳涅茨基批判将社会学简单定义为"社会研究"的流行观点，从文化主义视角提出：社会学应是以"人文系数"为工具，研究基于价值体系与行为规范的社会互动系统的文化科学（尽管文化研究并非社会学专属）。在他看来，社会学重点关注的文化维度正是社会关系与互动。
兹纳涅茨基将文化视为既独立于自然世界、又超越个体认知的领域，其本质是社会建构的客体。他开创性地运用信件、自传、日记等个人文献作为分析材料，认为这类分析是"人文系数法"的关键组成部分。尽管主张社会学应是客观、归纳性、普遍化的科学，但关于其方法论属性存在学术分歧：沙茨基认为兹纳涅茨基主张采用类似自然科学的方法论；而其女海伦娜在《社会关系与社会角色》序言中强调，父亲始终坚持社会学需要不同于自然科学的研究方法。1934年，兹纳涅茨基提出旨在发现普遍命题与因果规律的"分析归纳原则"，反对仅提供统计相关性的枚举研究，对统计方法的效用持保留态度。  
除社会学理论外，兹纳涅茨基对科学社会学领域亦有深刻探索，重点分析科学家的社会角色及"思想学派"概念。

### 四大社会系统理论
兹纳涅茨基将社会学体系划分为四大动态系统研究：社会行动理论、社会关系理论、社会角色理论及社会群体理论。他认为社会行动构成社会基础，由此衍生更复杂的社会关系，该理论构成其他理论的基石。与马克斯·韦伯不同，他反对将一切现象还原为社会行动，同时对心理学提供的见解持怀疑态度。  
四大协同互动形式（按复杂性递增排列）：  
- 社会行动（波兰语"czyny społeczne"）：最基础的社会事实类型，构成社会互动的原子单位。[72]

- 社会关系（波兰语"stosunki społeczne"）：至少需要两人及相互义务构成，其研究本质是对规范社会行动的准则体系的研究。[73]

- 社会人格（波兰语"osoby społeczne"）：由个体所承担的多重社会角色整合形成的复合形象。[74]

- 社会群体（波兰语"grupa społeczne"）：被特定人群识别为独立实体的集合。[75]兹纳涅茨基将社会视为"群体的群体"，但反对将其作为社会学研究的核心焦点（尽管承认多数社会学家持相反观点）。

该四分体系首现于1934年著作《社会学方法论》，至1958年发展为更成熟的划分：社会关系、社会角色、社会群体与社会。  

### 文化社会学
兹纳涅茨基创造"人文系数"术语，强调通过参与者自身视角来解析社会经验的研究方法。该方法认为：所有社会事实都由行动者创造，唯有从其主体视角才能理解。因此社会学家需摒弃绝对客观立场，通过理解研究对象的意义世界来把握社会现实。  
尽管被批评带有主观主义倾向，兹纳涅茨基坚称其理论本质是反主观主义的——他指出文化系统等社会事实可以独立于个体认知存在，同时强调主观观察唯有被客观表述才具学术价值。他认为自然科学与社会科学的根本差异不在于主客观之分，而在于研究对象本质：前者研究物质实体，后者研究文化价值。  
面对理想主义与现实主义的二元对立，兹纳涅茨基提出第三条路径——"文化主义"（1919年《文化实在》中首提）。这一现代反实证主义社会学的奠基思想，波兰语最初表述为"humanizm"（人文主义）。据学者哈瓦斯研究，从《文化实在》到1952年集大成之作《文化科学》，兹纳涅茨基的文化社会学经历了持续演进，最终形成"规范价值论"文化观：将文化秩序视为涵盖"各类人类行动关系"及其对应价值的普遍概念。这种与当时美国主流文化社会学相左的欧陆路径，使其理论在1950年代显得独树一帜。  

### 其他学术贡献
兹纳涅茨基的研究还广泛涉及群体冲突理论、都市社会学和乡村社会学。  

## 学术著作
兹纳涅茨基的学术创作可分为两个阶段：1910年代，以哲学著作为主，如1919年《文化实在》系统阐述其哲学思想，但同年出版的《欧洲与美国的波兰农民》（1918-1920）使其学术声誉更紧密地与社会学相连。1920年代后：完全转向社会学研究，早期作品聚焦文化分析，对社会学自然主义原则进行系统批判。  

### 理论特征
- 选择性对话：其著作深度回应托马斯、齐美尔、帕克与涂尔干的理论，[40]却显著忽视韦伯、帕累托与帕森斯等同期大家（沙茨基称之为"令人费解的学术空白"）[87]
- 方法论开创：1934年《社会学方法论》首次系统提出社会学分支划分理论
- 双重高峰：1952年同时出版《现代民族》与《文化科学》，前者分析民族文化社会演进，后者建构社会学与其他科学的理论关联[40]
- 未竟巨著：《系统社会学》最终以遗作形式出版，题为《社会关系与社会角色：未完成的系统社会学》（1965）[40][88]

### 作品清单
其出版作品约半数以英文完成，其余为波兰文著作： 
英文：
书籍：
- —. . 哲学评论. March 1915, 24 (2): 150–64. OCLC 8866729491.

- ——; 威廉·I·托马斯.  1–5. Chicago: Univ. of Chicago Pr. 1918. OCLC 836885922.
- —. . Chicago: Univ. of Chicago Pr. 1919  [2025-03-26]. OCLC 760620. （原始内容存档于2024-08-18）.
- —. . Chicago; Poznań printed: University Press. 1925  [2025-03-26]. OCLC 504734676. （原始内容存档于2024-08-18）.
- —. . Young, Kimball  (编). . New York: H. Holt and Co. 1931: 265–290  [2025-03-26]. （原始内容存档于2025-01-20）.
- —. . New York: Rinehart & Company. 1934. OCLC 630583357.
- —. . New York: Farrar & Rinehart. 1936. OCLC 247403190.
- —. . New York: Columbia University Press. 1940. doi:10.1037/14902-000.
- —. . Urbana: University of Illinois Press. 1952. OCLC 165463.
- —. . Urbana: University of Illinois Press. 1952. OCLC 504434617.
- —. . San Francisco, CA: Chandler Publishing. 1965. OCLC 750525343.
- —. Bierstedt, Robert , 编. . Chicago: Univ. of Chicago Pr. 1969. ISBN 978-0-226-98842-9.
- —. . Sociological monographs. Poznań: Wydawnictwo Nakom. 1994. ISBN 978-83-85060-70-3.

文章
- —. . Twenty-seventh Annual Meeting 26 (3). Publications of the American Sociological Society: Papers and Proceedings: 37–43. 1932  [2025-03-26]. OCLC 836884574. （原始内容存档于2024-07-07）.
- —. . Sociology and Social Research. 1948, 32: 765–767  [2025-03-26]. （原始内容存档于2023-06-05）.

波兰语：
- Zagadnienie wartości w filozofii (The Question of Value in Philosophy), Warsaw, 1910.
- Humanizm i poznanie (Humanism and Knowledge), Warsaw, 1912.
- Upadek cywilizacji zachodniej: Szkic z pogranicza filozofii kultury i socjologii (The Decline of Western Civilization: A Sketch from the Interface of Cultural Philosophy and Sociology), Poznań, 1921.
- Wstęp do socjologii (An Introduction to Sociology), Poznań, 1922.
- —.  [The Subject Matter and Tasks of the Science of Knowledge]. Walentynowicz, Bohdan  (编). . 由Kasparek, Christopher翻译. Dordrecht, Holland: D. Reidel Publishing Company. 1982: 1–81. ISBN 83-01-03607-9. Znaniecki proposes the founding of a new empirically based science which would study science itself, and which he terms "the science of knowledge"; Znaniecki's proposed meta-science has since been called by various other names, including "the science of science", "the sociology of science", and "logology".
- Socjologia wychowania (The Sociology of Education), Warsaw (vol. I: 1928; vol. II: 1930).
- Miasto w świadomości jego obywateli (The City in the Consciousness of Its Citizens), Poznań, 1931.
- Ludzie teraźniejsi a cywilizacja przyszłości (Contemporary People and the Civilization of the Future), Lwów, 1934.

## 拓展
- Gella, Aleksander.  45 (2): 374–375. Summer 1986. JSTOR 2499246. doi:10.2307/2499246.
- Hałas, Elżbieta. . Ludwig Maximilian University of Munich. February 2001. （原始内容存档于4 June 2008）.
- {{cite journal|last=Lopata|first=Helena Znaniecki|author-link=Helena Znaniecki Lopata|url=https://onlinelibrary.wiley.com/doi/abs/10.1002/1520-6696%28197607%2912%3A3%3C203%3A%3AAID-JHBS2300120302%3E3.0.CO%3B2-I%7Ctitle=Florian Znaniecki: Creative evolution of a sociologist|journal=Journal of the History of the Behavioral Sciences|date=July 1976|volume=12|pages=203–215|issue=3|doi=10.1002/1520-6696(197607)12:3<203::AID-JHBS2300120302>3.0.CO